# Liste der jamaikanischen Botschafter in Venezuela
Die Botschafterin in Caracas ist regelmäßig bei den Regierungen in Bogotá, Lima, La Paz, Brasília und Santiago de Chile akkreditiert.

## Geschichte
Bis 1980 residierte der bei der Regierung in Caracas akkreditierte Botschafter in Port of Spain.
| Ernennung/Akkreditierung | Botschafter                           | Bemerkung | Liste der Premierminister von Jamaika | Liste der Staatspräsidenten von Venezuela | Posten verlassen |
| ------------------------ | ------------------------------------- | --- | ------------------------------------- | ----------------------------------------- | ---------------- |
| 23. Sep. 1974            | Ivo Seymour De Souza                  | 1960 Hochkommissar der Westindischen Föderation ab 1965 Hochkommissar Jamaikas in 2 Newbold St., St. Clair Port of Spain.                           | Michael Manley                        | Carlos Andrés Pérez                       | 31. Juli 1975    |
| 8. Okt. 1975             | Lloyd Melville Harcourt Barnett       | | Michael Manley                        | Carlos Andrés Pérez                       | 11. Okt. 1978    |
| 21. Dez. 1978            | Reginald Enos Kirkland Philips junior | | Michael Manley                        | Carlos Andrés Pérez                       | 29. Dez. 1986    |
| 16. Juli 1987            | Stafford Oliver Neil                  | (* 30. Juni 1945 in St. Elizabeth, Jamaica) 2004: UNNY                                                                                              | Edward Seaga                          | Jaime Lusinchi                            | 21. Dez. 1989    |
| 15. Feb. 1990            | Matthew Anthony Cox Beaubrun          | 17. Juli 1990 in Brasilia akkreditiert | Michael Manley                        | Carlos Andrés Pérez                       | 8. Aug. 1998     |
| 1. Okt. 1998             | Paul Anthony Robotham                 | 14. Juli 1999 in Bogota akkreditiert, 2006: Botschafter in Tokio                                                                                    | Percival J. Patterson                 | Rafael Caldera                            | 23. Mai 2003     |
| 23. Mai 2003             | Audley Rodrigues                      | 9. September 2004: in Santiago de Chile akkreditiert. Bis 2010: Hochkommissar in Pretoria anschließend erster jamaikanischer Botschafter in Kuwait. | Percival J. Patterson                 | Hugo Chávez                               | 7. Nov. 2007     |
| 2008                     | Delrose Montague                      | [ 1 ] | Bruce Golding                         | Hugo Chávez                               |                  |
| 9. Nov. 2010             | Clifton Stone                         | | Bruce Golding                         | Hugo Chávez                               |                  |
| 2. Juli 2013             | Sharon Weber                          | [ 2 ] | Andrew Holness                        | Nicolás Maduro                            |                  |